# Диас де Эспада, Хуан-Хосе
Хуан Хосе Диас де Эспада-и-Фернандес де Ланда, также известен как Обиспо Эспада (Епископ Эспада) (исп. Juan José Díaz de Espada y Fernández de Landa; Obispo Espada; 20 апреля 1756 — 12 августа 1832) — испанский и кубинский религиозный деятель, монах, епископ и политик.

## Образование
С подросткового возраста он посвятил себя церковному делу, продолжив обучение (после довольно хорошего домашнего) в университете Саламанки, получив звание бакалавра искусств и степень доктора богословия. Он также изучал право и каноны в школах Санта-Мария-де-лос-Анхелес и Эль- Майор-де-Сан-Бартоломе того же университета, ректором которого он позже был.
В 1786 году он получил степень бакалавра права в Университете Алькалы. В Университете Валенсии он получил степень доктора Священных Канонов.

## Священство
Был рукоположен в священники в 1782 году Алонсо Маркосом де Льянесом Аргуэльесом, епископом Сеговии. Он был ректором университета Саламанки, юристом Королевского совета и депутатом. Он также был заместителем секретаря и генеральным прокурором епископства Пласенсии, капелланом военно-морского флота, финансовым покровителем Священной канцелярии.
В 1792 году он был назначен каноником и профессором Соборной церкви Виллафранка-дель-Бьерсо. В 1798 году он отправился на Майорку и позже был избран в провизорат Чьяпас.

## Епископат
Избран епископом Гаваны 11 августа 1800 г., 15 декабря участвовал в Гаванском соборе, принявшим к сведению заседание 7 июля 1801 г. Прибыл в Гавану 25 февраля 1802 г. Был хиротонисан в кафедральном соборе Гаваны. 28 февраля следующего года сеньор Луис Игнасио Мария Пеньяльвер-и-Карденас, назначенный архиепископом Гватемалы, при содействии Кристобаля де Паласио, декана гаванского капитула, и Хуана Крисостомо Корреозо, архидьякона того же капитула, помогли ему в назначении.
Епископ Эспада считается пропагандистом здравоохранения и урбанизации кубинской столицы, создав городское кладбище и поддержав кампанию вакцинации доктора Томаса Ромая. Он освободил Гаванский университет от контроля доминиканцев. Он дисциплинировал жизнь духовенства и просвещал священников. Хуан-Хосе совершил пастырское посещение всей своей епархии, простиравшейся до Камагуэй. Вместе с доктором Томасом Ромаем он участвовал в кампании за вакцинацию против оспы и основал приют для душевнобольных. Он отметил первую мессу, отслуженную в Гаване в Темплете. Он был покровителем искусств и культуры.
Он основал кафедры математики и национального права, поручил священнику Феликсу Вареле написать несколько уроков философии, а Хосе Антонио Сако — трактат по физике, дав ему коллекцию инструментов, чтобы он мог практически изучать экспериментальную науку.